# Albendea
Albendea es un municipio y localidad española de la provincia de Cuenca, en la comunidad autónoma de Castilla-La Mancha. El término municipal tiene una población de 119 habitantes (INE 2024).

## Geografía

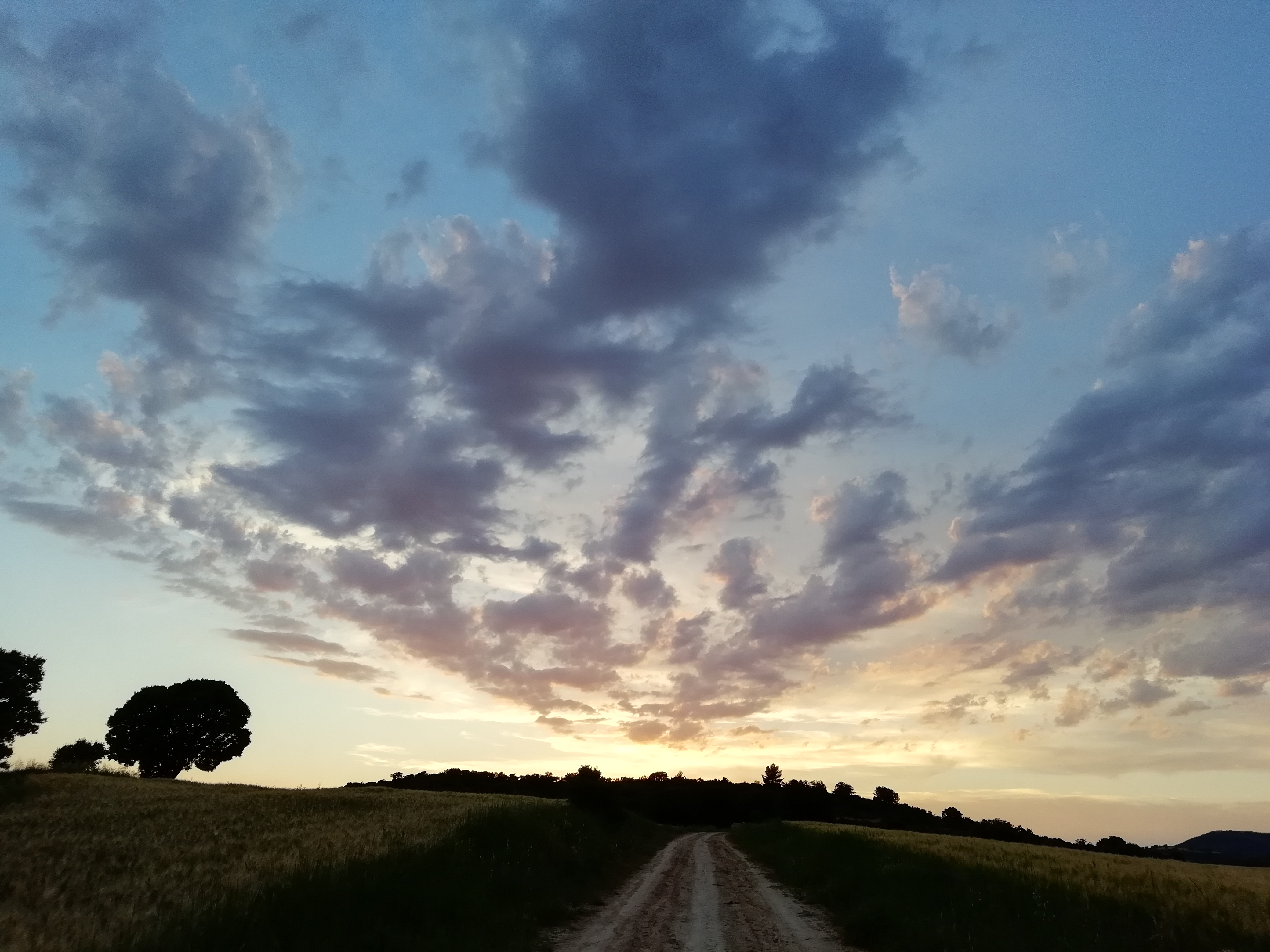
Atardecer en los alrededores del pueblo

Albendea se encuentra al norte de la provincia, entre las comarcas de la Serranía y la Alcarria. Las poblaciones más cercanas son, a poco más de dos kilómetros, Valdeolivas y Arandilla del Arroyo y, a poca más distancia, los ríos Guadiela, Escabas y el río San Juan, además de varios arroyos que en la actualidad están secos la mayor parte del año. Posee zonas de recreo y grandes zonas boscosas en las riberas de estos dos primeros.

## Historia

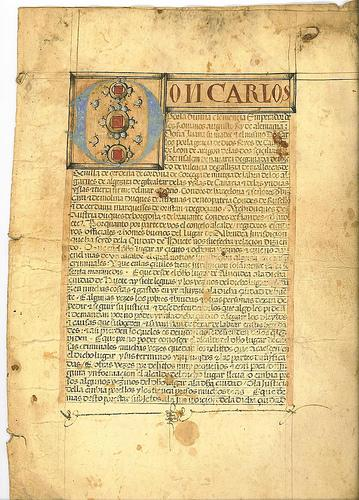
Página inicial del título de villa de Albendea

En el siglo XIII aparece (según tradición oral) la primera cita con el nombre Albendea: un documento del Archivo Diocesano, donde figura la cantidad que los vecinos pagaron al cantero que talló la piedra de la fachada del mediodía (la portada románica). En la iglesia de Nuestra Señora de la Asunción de la localidad queda además el ábside románico.
Albendea alcanzó el título de villa en 1537 en  un documento acreditado por Carlos I  y su madre doña Juana donde otorgan al lugar de Albendea, para que se pueda impartir justicia aquí y ahorrar lo penoso de ir a Huete, le fue concedido a cambio de 900 000 maravedíes empleados en armar galeras contra Túnez: «Y nos mandamos dar esta nuestra carta escrita en pergamino de cuero sellada con nuestro sello de plomo pendiente en hilos de seda a color y librada de algunos de nuestro consejo. Dada en la villa de Valladolid a veinte días del mes de noviembre año del nacimiento de nuestro salvador de mil y quinientos y treinta y siete años. Yo el Rey». Título de Villa. 
Otro documento digno de mención es el del Catastro del marqués de la Ensenada, donde hay cuarenta respuestas que da la villa de Albendea sobre la vida, profesiones y actividades que había 1752.
Existen varias posibilidades sobre el nombre de la villa, de origen romano: Alba in dea (diosa blanca); árabe: Al bend (abanderada); o según el diccionario: de albenda (colgadura antigua de lienzo blanco, con adornos a manera de red, o encajes de hilo).
A mediados del siglo XIX, el lugar contaba con una población censada de 477 habitantes. La localidad aparece descrita en el primer volumen del Diccionario geográfico-estadístico-histórico de España y sus posesiones de Ultramar de Pascual Madoz de la siguiente manera:

ALBENDEA: v. con ayunt. en la prov. y dióc. de Cuenca (8 leg.), part. jud. de Priego (1 1/2), aud. terr. de Albacete (5), y c. g. de Valencia: sit. sobre el valle de las Olivas en la Hoya del Infantado, frente á las sierras de Priego y Alcantud, en una pequeña altura con alegres vistas á la hermosa vega que la rodea; su clima es saludable, y los vientos del N. los que con mas frecuencia la combaten. Cuenta 120 casas de mala construccion, entre ellas la consistorial, y la cárcel casi arruinadas. Hay una escuela de primeras letras, comun para los niños de ambos sexos, que la frecuentan en número de 24; la sirve el sacristan, quien por ello percibe el sueldo anual de 500 rs., y 15 fan. de trigo. La igl. parr. está dedicada á la Asuncion de Ntra. Sra.; el curato es de entrada y de provision del ordinario. A corta dist. del pueblo hay una fuente de buenas aguas, y hasta otras 7 ú 8 en el térm. A un tiro de bala, camino de S. Pedro, se encuentra la ermita de Ntra. Sra. de la Vega, en un llano. Confina el term. por el N. con los de Arandilla y Castilforte á 3 4, por el E. con el de Priego á 2 leg., por el S., con el de S. Pedro á 1, y por el O. con el de Valdeolivas á 1/2. El terreno es flojo, escepto en la vega: le fertilizan el r. Guadiela que tiene un puente de tablas llamado la Ruedera en el camino de Priego, y el r. Escabas con otro puente de piedra llamado de Maestre en el camino de S. Pedro. El Escabas se reúne con el anterior, y pierde el nombre algo mas abajo del mencionado puente de la Ruedera. En los confines de Priego, entre los dos ríos está el monte Ardal muy poblado de pinos; otro monte que lleva el nombre del pueblo, cria solo algún chaparra y aliagas. Los caminos son propiamente veredas; el mejor es el que conduce á Priego. La correspondencia se recibe por medio de un balijero de Sacedon ó Valdeolivas los domingos, miércoles y viérnes á las 12 del día. Prod. trigo, centeno, avena, escaña, vino, cáñamo, patatas, miel y ganado lanar; caza de perdices, conejos y liebres; pesca de barbos y alguna trucha. Ind.: 2 molinos harineros, y 1 de aceite. Pobl.: 120 vec., 477 alm.: cap. prod. 1.550,820 rs.: imp. 77,541. El presupuesto municipal asciende á 10,000 rs.
(Madoz, 1845, p. 310)

## Demografía
Albendea cuenta con una población de 119 habitantes (INE 2024).
| Gráfica de evolución demográfica de Albendea entre 1842 y 2021                                                      |
| |
| Población de derecho según los censos de población del INE Población de hecho según los censos de población del INE |

## Economía

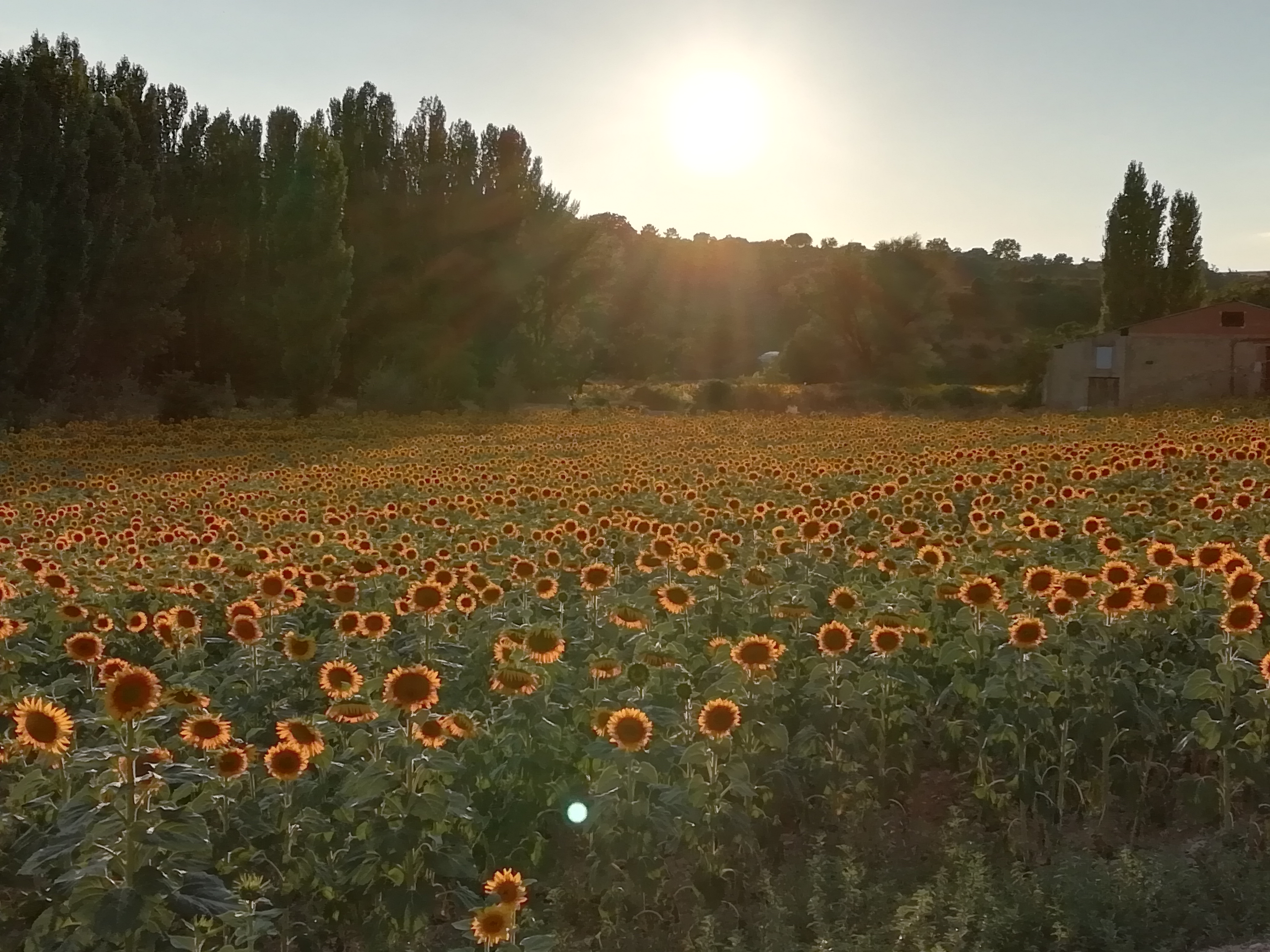
Campo de girasoles de Albendea, sito en la vega del río San Juan

Albendea vive fundamentalmente del sector primario, agricultura y ganadería, con especial importancia del cultivo de girasol, olivos y cereales. Además, desde hace varios años se está fomentando la atracción turística principalmente por tres medios: el río y su paisaje, la parroquia la cual se ha descubierto que antiguamente era un castillo y está recién reformada, y el Mausoleo de Llanes que es uno de los más antiguos de la península.

## Política

### Administración
| Periodo   | Nombre                  | Partido    |
| --------- | ----------------------- | ---------- |
| 1987-1991 | Jesús García Pérez      | PSOE       |
| 1991-1995 | Jesús García Pérez      | PSOE       |
| 1995-1999 | Jesús García Pérez      | PSOE       |
| 1999-2003 | Jesús García Pérez      | PSOE       |
| 2003-2007 | Jesús García Pérez      | PSOE       |
| 2007-2011 | Jesús García Pérez      | PSOE       |
| 2011-2015 | Pablo Martín Requena    | PSOE       |
| 2015-2019 | Luis Ángel Pérez Crespo | PSOE       |
| 2019-2023 | Luis Pérez Bueno        | Ciudadanos |

## Fiestas
Se celebran fiestas en honor a sus dos patrones: San Antonio de Padua (en junio) y la Virgen de la Vega (septiembre).